# Fürstenstraße (München)
Die Fürstenstraße ist eine heute kurze Innerortsstraße im Stadtbezirk Maxvorstadt (Nr. 3) von München.

## Verlauf
Die Straße führt vom in den 1950er Jahren geschaffenen Oskar-von-Miller-Ring, einem Teil des Altstadtrings, schräg zum rechtwinkligen Rastersystem der Maxvorstadt nach Norden, passt sich aber kurz vor der Einmündung in die Theresienstraße in ihrer Ausrichtung dem Rastersystem an. Der systemwidrige Verlauf geht auf die Trasse des als Türkengraben bekannten, 1702/04 gegrabenen Schwabinger Kanals zurück, der die Münchner Residenz (München) mit der Schlossanlage Schleißheim verbinden sollte, aber nur bis zum Nymphenburg-Biedersteiner Kanal fertiggestellt wurde (der weitere Verlauf im Karree Türkenstraße/Amalienstraße und Schellingstraße/Theresienstraße teilweise noch aus den hinteren Grundstücksgrenzen ablesbar; weiter zwischen Nordendstraße und Kurfürstenstraße und entlang der Belgradstraße).

## Öffentlicher Verkehr
Die Straße wird vom öffentlichen Verkehr nicht bedient.

## Namensursprung
Die Straße ist benannt „nach der volkstümlichen Bezeichnung Fürstenweg für die noch um 1810 bestehende Fahrstraße auf dem zugeschütteten Kanal, der die Residenz mit … Schloss Schleißheim verband.“ (Dollinger)

## Geschichte
Der einen Teil des Nordmünchner Kanalsystems bildende Schwabinger Kanal war spätestens 1792 nicht mehr in Betrieb. Teil der Fürstenstraße war vor 1978 auch der seither als Kardinal-Döpfner-Straße benannte Südabschnitt zwischen dem Wittelsbacherplatz und dem Oskar-von-Miller-Ring (früher Von-der-Tann-Straße, vor 1873 Frühlingsstraße), und Lotzbeckstraße (nicht mehr existent), in die die Jägerstraße und die Glückstraße (heute eine Sackgasse) einmünden.

## Unter Denkmalschutz stehende Gebäude

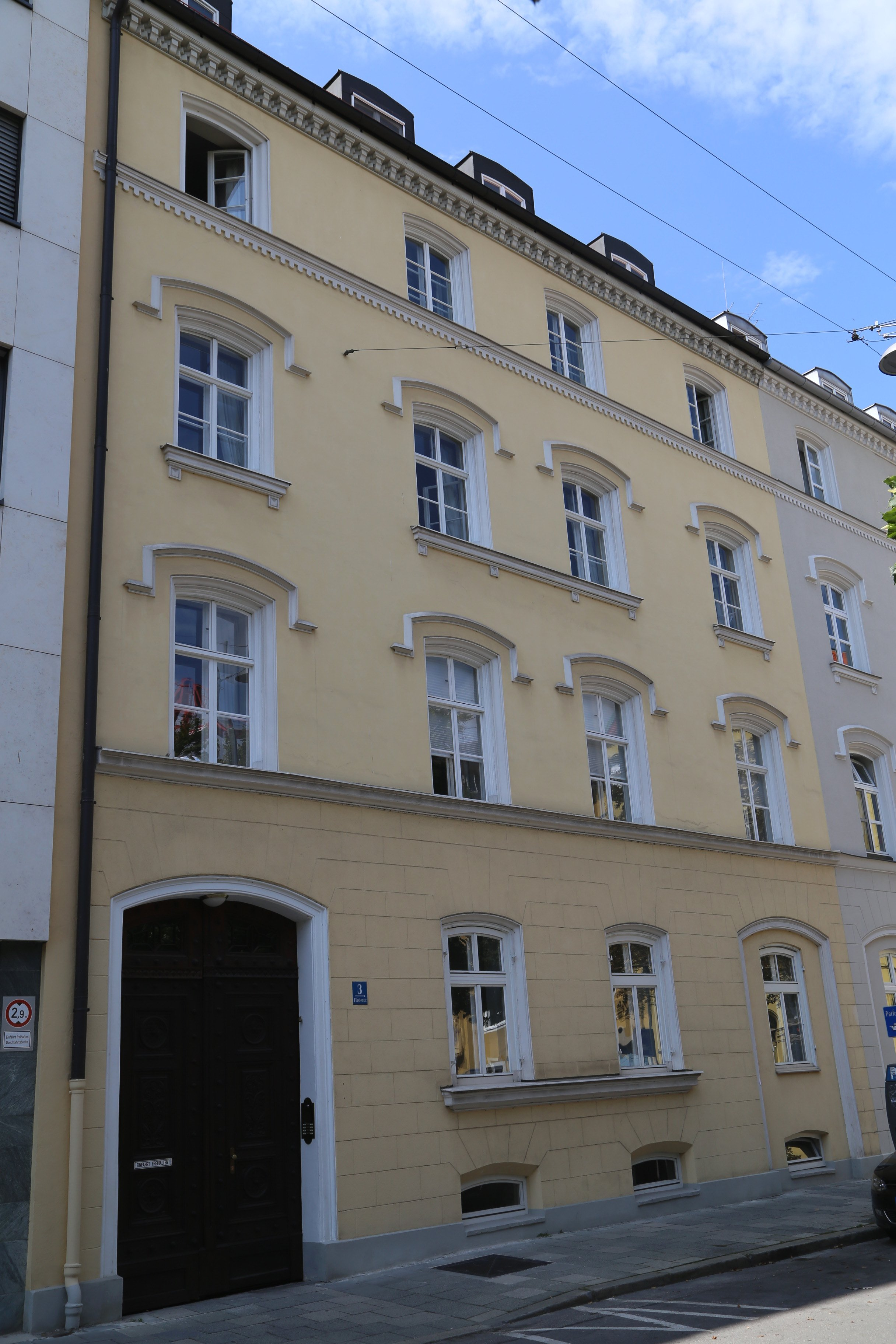
Fürstenstraße 3

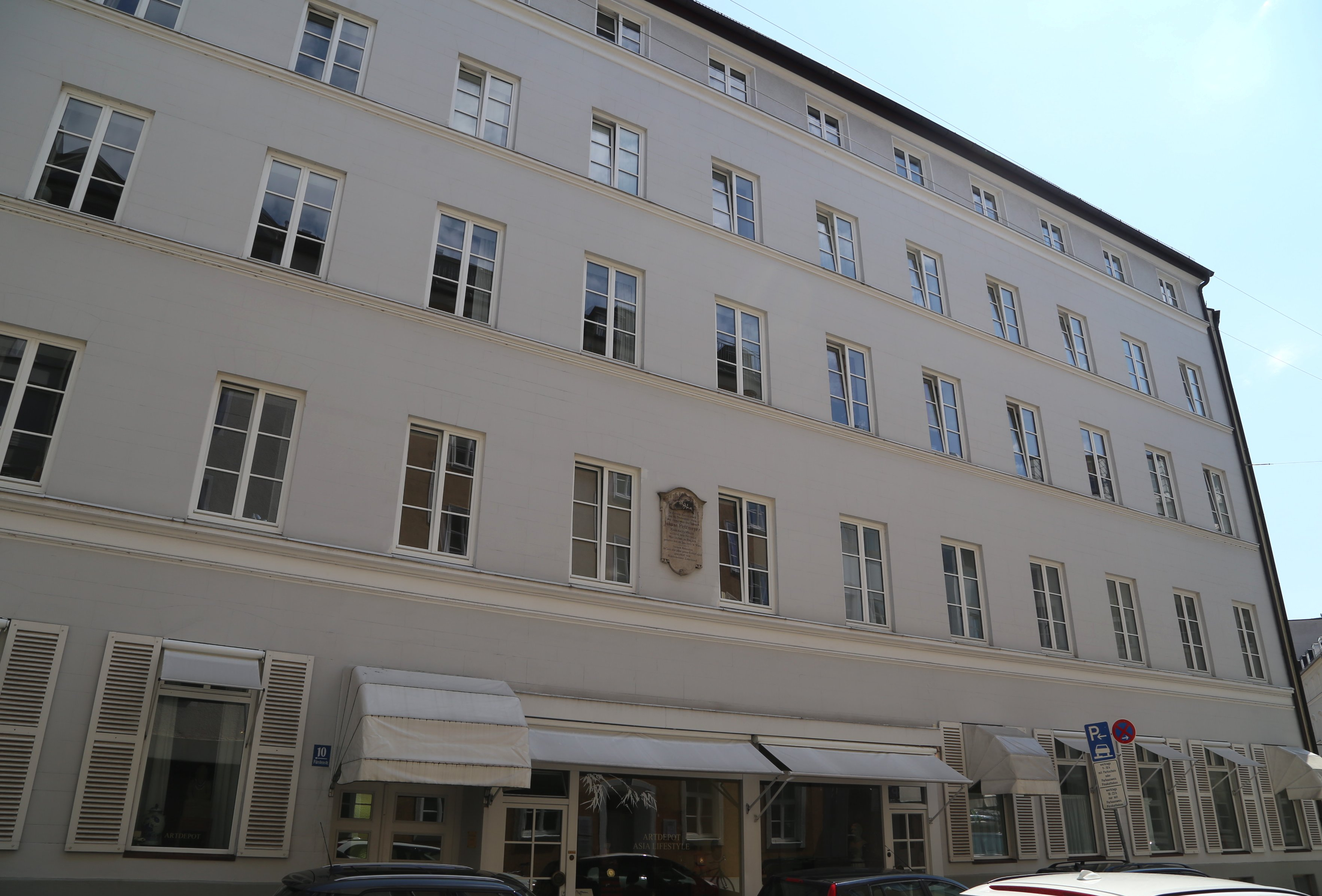
Fürstenstraße 10

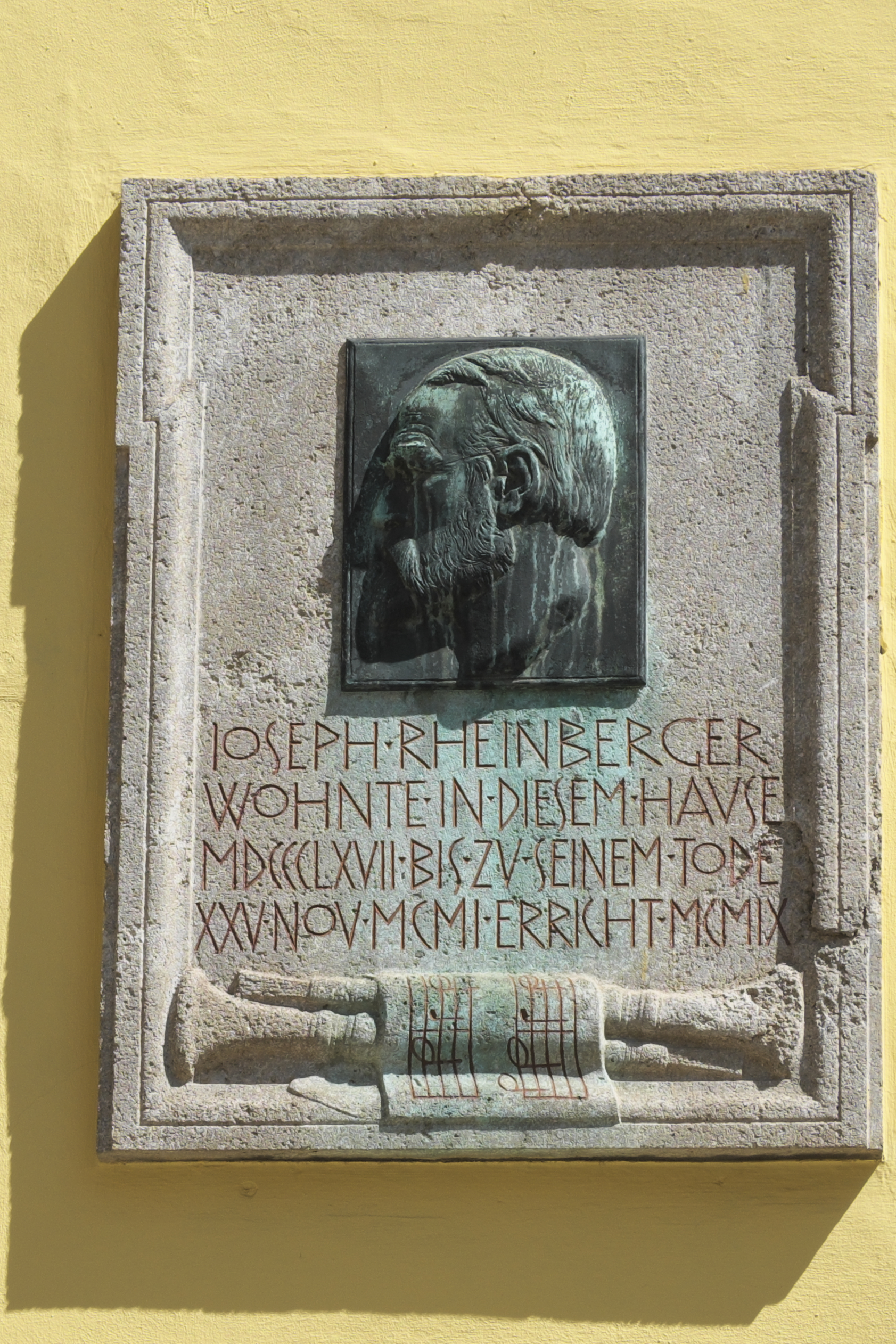
Gedenktafel für Joseph Rheinberger

- Hausnr. 3: Mietshaus, in Frühform des Maximilianstils, 1843 von Gottfried Fischer; Block mit Nr. 5 (Denkmalliste D-1-62-000-1971)
- Hausnr. 5: Mietshaus, in Frühform des Maximilianstils, 1843 von Gottfried Fischer; Block mit Nr. 3 (Denkmalliste D-1-62-000-1972)
- Hausnr. 6 (früher 22): Mietshaus, stattlicher, romanisierender Eckbau, reich gegliedert, gegen 1850 für die Privatière Cleopha Fertl[3]; 1867–1901 Wohnhaus des Komponisten  Joseph Rheinberger (Gedenktafel) (Denkmalliste D-1-62-000-1973)
- Hausnr. 9: Häusergruppe, viergeschossiger Bau in schlichten spätklassizistischen Formen, von Erlacher und Maurer 1843; Gruppe mit Nr. 11, 15, 17 (Denkmalliste D-1-62-000-1974)
- Hausnr. 10 (früher 19): Mietshaus, mit breiter Fassade, schlicht mit eingeritzter Quaderung und Gurtgesimsen, 1862 von Max Kuppelmayr; gotisierender Hof; der Zithervirtuose Johann Petzmayer starb hier 1884 (Gedenktafel; Denkmalliste D-1-62-000-1975). An der Innenhoffassade ein gut 2 m hohes Kruzifix. Das Haus war in der Fernsehserie Monaco Franze – Der ewige Stenz Drehort des Antiquitätengeschäfts der Ehefrau (gespielt von Ruth Maria Kubitschek) des Protagonisten.[4]
- Hausnr. 11: Mietshaus, viergeschossiger Bau in schlichten spätklassizistischen Formen, von Johann Nepomuk Bürkl 1843 errichtet, Dachgeschossausbau 1977 und 2002, Fassade geglättet; Gruppe mit Nr. 9, 15, 17 (Denkmalliste D-1-62-000-1976)
- Hausnr. 15: Fassade des ehemaligen Mietshauses, viergeschossig, in schlichten spätklassizistischen Formen, errichtet von Johann Nepomuk Bürkl, 1843; in gestalterischer Einheit mit Nr. 9, 11 und 17 (Denkmalliste D-1-62-000-8157)
- Hausnr. 17: Mietshaus, viergeschossiger Bau in spätklassizistischen Formen, errichtet von Joseph Deiglmayr 1862; Gruppe mit Nr. 9, 11, 15 (Denkmalliste D-1-62-000-8158)

## Abgegangene Gebäude (auch in der Nähe)
- ehemals Fürstenstraße 8c: herrschaftliches Wohnhaus von Friedrich Bürklein für den Dekorationsmaler Joseph Schwarzmann, axial auf die damalige Schönfeldstraße ausgerichtet, galt als einer der Meilensteine auf dem Weg von der nüchternen ludovizianischen Wohnhausarchitektur hin zum malerisch orientierten Maximilianstil.[5]
- Herzog-Max-Palais, grenzt mit dem Grundstück rückseitig an, 1936 abgebrochen und anschließend als Gebäude der Landeszentralbank neu errichtet
- Wohnhaus Sepp, ehemals Schönfeldstraße 1a (jetzt Rheinbergerstraße 1a), Kriegsverlust (in unmittelbarer Nähe der Fürstenstraße)

## Brunnen
Im Innenhof hinter dem Wohnhaus Fürstenstraße 7 auf einer kleinen Grünanlage der 1966 aufgestellte „Vogelbrunnen“ von Josef Erber (Gemeinschaftsarbeit mit Konstantin Frick).